# Rangsang
Rangsang (en indonesio: Pulau Rangsang) es una isla en el estrecho de Malaca, cerca de la costa este de la isla de Sumatra en Indonesia. Su superficie es de 908 km², siendo la quinta isla más grande de una serie de islas que se encuentra frente a la costa de Sumatra, de la que está separada por solo unos pocos kilómetros. Esta justo al norte de la isla Tebing Tinggi y al este de las islas Karimun y Saban en archipiélago Riau. Un buque de guerra de la Marina de Indonesia tiene el mismo nombre de la isla (KRI Pulau Rangsang). Es de 60 km de largo, de hasta 18 km de ancho y llana por completo.
Administrativamente, la isla pertenece al distrito de gobierno (Kabupaten) Meranti Kepulauan de la provincia de las islas Riau y se compone de dos subdistritos (Kecamatan) Rangsang y Rangsang Barat con 57.876 habitantes (2007). Las dos ciudades principales son Tanjung Samak en la costa sureste y Banto en el oeste de la isla.